# Aconitum pukeense
Aconitum pukeense är en ranunkelväxtart som beskrevs av Wen Tsai Wang. Aconitum pukeense ingår i släktet stormhattar, och familjen ranunkelväxter. Utöver nominatformen finns också underarten A. p. brevipes.